# Fausto (filme de 2011)
Faust (cirílico: Фауст; prt/bra: Fausto) é um filme russo de 2011, dos gêneros drama e fantasia, dirigido por Alexandr Sokurov. 
Venceu[carece de fontes?] o Leão de Ouro da 68.ª Festival de Veneza em 2011, um certame cinematográfico integrado à Bienal de Veneza.